# 9434 Bokusen
A 9434 Bokusen (ideiglenes jelöléssel (9434) 1997 CJ20) a Naprendszer kisbolygóövében található aszteroida. Kobajasi Takao fedezte fel 1997. február 12-én.